# Machala transversa
Machala transversa är en skalbaggsart som beskrevs av Marc Lacroix 1993. Machala transversa ingår i släktet Machala och familjen Melolonthidae. Inga underarter finns listade i Catalogue of Life.